# Rue de la Marne (Reims)
Pour l’article homonyme, voir rue de la Marne.
La rue de la Marne est une voie de la commune de Reims, dans le département de la Marne, en région Grand Est.

## Situation et accès
La rue de la Marne appartient administrativement au quartier Chemin-vert et permet de joindre le cœur du quartier depuis l'avenue Pommery.

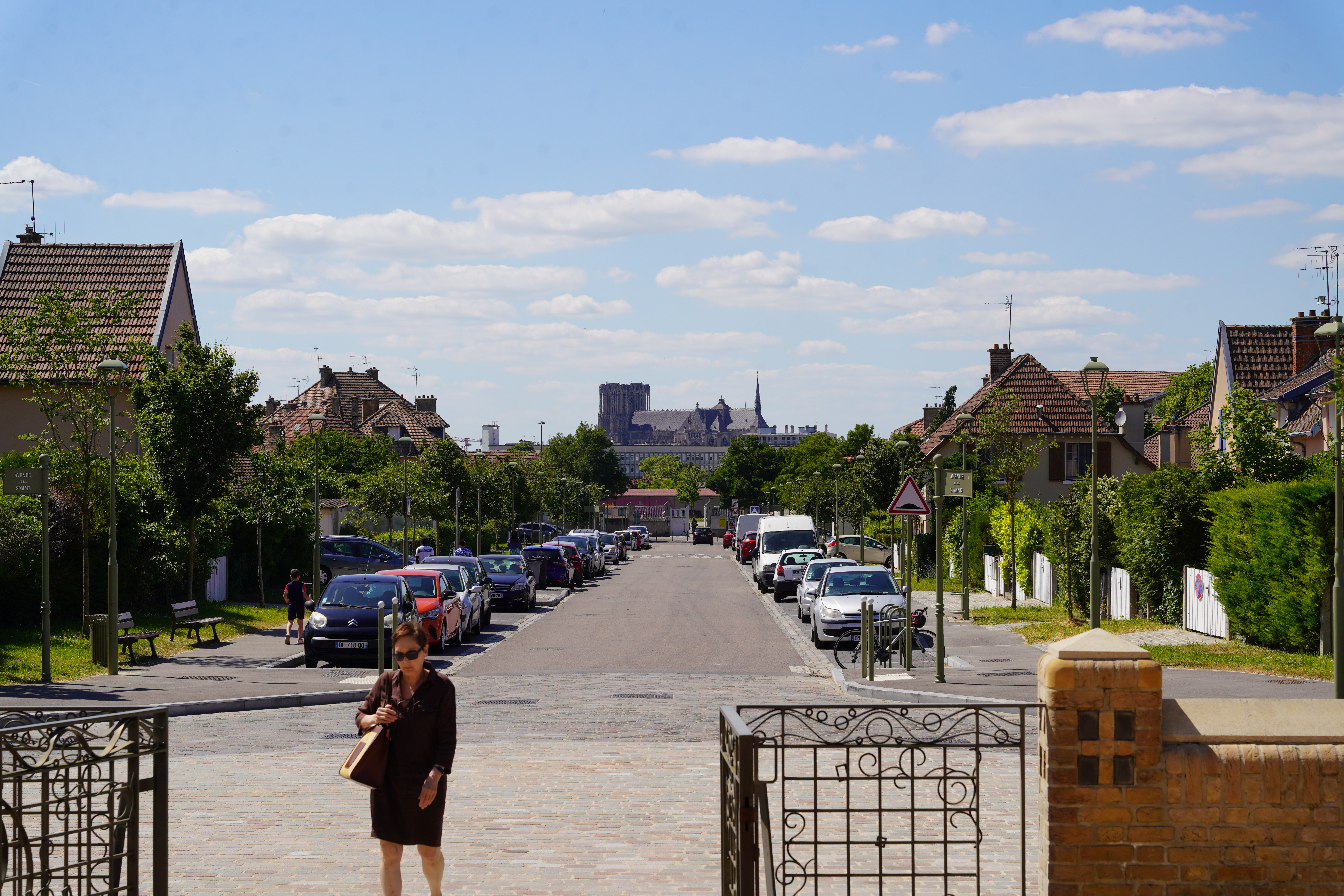
Perspective de la rue vers la cathédrale.

## Origine du nom
Le nom de la rue fait référence à la bataille de la Marne qui eut lieu en septembre 1914.

## Historique
C'est l'un quartier nouveau de 1918 de type cité-jardin qui est de forme radiante autour de l'église Saint-Nicaise.

## Bâtiments remarquables
- L'Église Saint-Nicaise de Reims [1].